# Kent Diederich Skelton Durr
Kent Diederich Skelton Durr (* 28. März 1941 in Kapstadt) ist ein ehemaliger südafrikanischer Politiker und Botschafter.

## Leben
Kent Durr saß von 1977 bis 1991 für die Nasionale Party mit dem Mandat aus dem Wahlkreis Maitland im Parlament.
Von 1984 bis 1988 war er Stellvertreter des Ministers für Finanzen, Handel und Industrie (Kabinett Botha II) und von 1988 bis 1989 war er Minister für Finanzen und öffentliche Arbeiten. Von 1989 bis 1991 war er im Kabinett de Klerk der Minister für Handel, Industrie und Tourismus.
Von 15. April 1991 bis 1995 vertrat er die südafrikanischen Regierungen bei der Regierung in London. In dieser Zeit endete in Südafrika die Politik der Apartheid und am 31. Mai 1994 wurde Südafrika wieder Mitglied des Commonwealth of Nations.
Von 1995 bis 1997 war er Geschäftsführer der Fuel Tech NV. Von 1998 bis 1999 leitete er die Commonwealth Investment Guarantee Agency Ltd & affiliated coys.
Seit 1999 ist Durr Mitglied der African Christian Democratic Party, für die er von 1999 bis 2004 im National Council of Provinces und von 2004 bis 2005 für den Wahlkreis Western Cape im Parlament saß.